# Sigyn (Schiff, 1982)
Das RoRo-Kernbrennstofftransportschiff Sigyn wird seit 1983 zum Transport nuklearer Abfälle genutzt.

## Einzelheiten
Das RoRo-Spezialschiff wurde bei der Werft Nouvelles des Atlantiers & Chantiers du Havre in Le Havre gebaut. Nachdem die Eignerschaft am 9. Juli 2003 auf die Reederei Rederiaktiebolaget Gotland aus Stockholm wechselte, wurde das Schiff am 1. März 2005 auf die Svensk Kärnbränslehantering AB (SKB) übertragen, die Bereederung erfolgt weiterhin über die Rederiaktiebolaget Gotland.
Die Sigyn ist für den Transport von Containern mit radioaktiven Abfällen und erfüllt in diesem Zusammenhang die SOLAS-IAEA-Konvention für den sicheren Transport radioaktiver Abfälle. Darüber hinaus ist das Schiff auch für Schwergutladungen eingerichtet.
Benannt ist das Schiff nach Sigyn, einer Göttin aus der nordischen Mythologie.